# Dos mil
El dos mil és un nombre natural que s'escriu 2000 en el sistema de numeració àrab i MM en el romà. En el sistema binari és 11111010000, en l'octal és 3720 i en l'hexadecimal és 7D0. La seva factorització en nombres primers és 24 × 53. Ve precedit pel nombre 1999 i és l'anterior al nombre 2001.
Ocurrències del nombre dos mil:
- Designa l'any 2000 o el 2000 aC
- És el nom del producte Windows 2000 de Microsoft